# Let Freedom Ring
Let Freedom Ring is een Amerikaanse dramafilm uit 1939 onder regie van Jack Conway. In Nederland werd de film destijds uitgebracht onder de titel Het lied van de vrijheid.

## Verhaal
De spoorwegbaas Jim Knox wil goedkoop het land in bezit krijgen dat hij nodig heeft voor de aanleg van een spoorlijn. De idealist Steve Logan sticht een krant, die het opneemt tegen Knox. De rijke familie van Steve besluit de handen van hem af te trekken. Hij is ook niet langer welkom bij zijn vrienden uit de hogere kringen.

## Rolverdeling
| Acteur              | Personage      |
| ------------------- | -------------- |
| Nelson Eddy         | Steve Logan    |
| Virginia Bruce      | Maggie Adams   |
| Victor McLaglen     | Chris Mulligan |
| Lionel Barrymore    | Thomas Logan   |
| Edward Arnold       | Jim Knox       |
| Guy Kibbee          | David Bronson  |
| Charles Butterworth | De Makereel    |
| H.B. Warner         | Rutledge       |
| Raymond Walburn     | Underwood      |
| Dick Rich           | Jackson        |
| Trevor Bardette     | Gagan          |
| George Hayes        | Pa Wilkie      |
| Louis Jean Heydt    | Ned Wilkie     |
| Sarah Padden        | Ma Logan       |
| Eddie Dunn          | Curly          |